# Robert Bureau
Pour les articles homonymes, voir Bureau.
Robert Alexandre Camille Bureau (1892-1965) est un physicien et météorologue français, spécialiste des transmissions, reconnu comme l'un des pères du radiosondage, avec Pierre Idrac, pour mesurer la température et la pression atmosphérique en altitude. La première envolée s'étant faite le 8 mars 1927. 

## Biographie
Robert Bureau est né le 6 février 1892 à Cayeux-en-Santerre, dans la Somme. Après le lycée de Saint-Omer, il suivit les cours de mathématiques spéciales au lycée Faidherbe à Lille et fut reçu à Polytechnique en 1911. Il en sortit en juillet 1914 et rejoignit, comme sous-lieutenant, les troupes qui montaient vers la Belgique pour la Première Guerre mondiale et choisit l'artillerie par tradition familiale. 

### Première Guerre mondiale
Au cours de la retraite de Charleroi, il fut blessé et laissé sur le terrain à Guise (Aisne). Fait prisonnier et soigné, il fut retenu dans le Château de Magdebourg. Il provoque plusieurs incidents, notamment en faisant planer longuement, le 14 juillet 1915, un cerf-volant tricolore au-dessus de la forteresse. Après plusieurs tentatives d'évasion, il fut envoyé en 1917 en camp de représailles où il tombe gravement malade. Évacué vers la Suisse et à peu près rétabli, il rentre en France.
Il y retrouve son camarade de Lille et de Polytechnique, Philippe Schereschewsky, nommé chef du Service météorologique militaire depuis sa création en 1916. Bureau avait déjà une passion pour la TSF dès son jeune âge et Schereschewsky l'engagea pour lui confier la responsabilité du Service des Transmissions,  service  essentiel dans tout service météorologique tant pour la collecte que la dissémination des données, des prévisions et des avertissements. 

### Recherches
À la fin de la guerre, le Service météorologique militaire poursuivit ses activités parce qu'il avait supplanté le Bureau Central de Météorologie civil durant les hostilités. Le 21 novembre 1921, après 3 ans de coexistence et de tergiversations administratives, l'Office national météorologique fut créé et intégra le personnel des deux services, tout en gardant des liens étroits avec l'Armée de l'Air. Le capitaine Bureau devint le chef du Service des transmissions l'ONM qu'il quitta le 1er juillet 1939, en tant que Sous-Directeur technique. 
Bureau considérait l'ionosphère, découverte peu avant la guerre de 1914, comme important pour les communications car c'était la zone dans laquelle l'action du soleil sur l'atmosphère terrestre était la plus active. C'était là que se produisaient des perturbations de la propagation des ondes radioélectriques et la source de propagation des parasites atmosphériques qui gênaient tant les réceptions au sol et qui provenaient sûrement des orages. Bureau pensa que l'étude ne pouvait se faire que par l'intermédiaire des données prises in situ.
D'autre part, le 24 novembre 1918, deux semaines après l'armistice et très peu de temps après la reprise par Bureau de ses activités, la Tour Eiffel commence à diffuser trois fois par jour les observations des stations françaises et belges. Le 17 janvier 1919, elle reçoit les observations de 32 stations d'Afrique du Nord et les retransmet aussitôt au bénéfice des Services européens. À partir du 11 mars 1921, des essais sont faits pour assurer des émissions en ondes courtes (ou décamétriques), une nouveauté. Dès lors Bureau devient un fervent de cette technique et s'efforce de généraliser son utilisation tant à des fins opérationnelles que pour la recherche, dont la mise en service d'un navire météorologique, le « Jacques Cartier », pour obtenir enfin des observations sur les zones océaniques et participer à la sécurité des opérations maritimes.
En 1924, il fait 3 communications à l'Académie des Sciences, dont une en collaboration avec A. Viaud, sur les relations entre la météorologie et les perturbations des liaisons radioélectriques. C'est alors qu'il retrouve Pierre Idrac, de 7 ans son aîné et qu'il avait déjà connu au Service météorologique militaire en 1918. Ce dernier était intéressé par la mécanique des fluides et l'aérologie. La collaboration entre les deux amis s'impose car les cerfs-volants portant des instruments météorologiques n'atteignent guère que 5 000 m et les mesures faites par ballons ne sont utilisables qu'après la récupération, lorsque possible, des enregistrements à la suite de l'éclatement de ces derniers parvenus à haute altitude. 
Les deux hommes s'ingénièrent alors à chercher comment améliorer cette situation. À partir de 1926, à l'Observatoire météorologique de Trappes, les deux hommes mirent ainsi au point un procédé de transmission radio en ondes courtes à l'aide d'un émetteur de faible puissance embarqué sur ballon-sonde. Les essais qui conclurent ce travail, le 8 mars 1927, furent pleinement réussis, puisque les émissions purent être captées depuis même la stratosphère en diverses stations du territoire français. Dès lors, Bureau conçut des modèles successifs d'instruments légers, destinés à mesurer en altitude les paramètres atmosphériques dans une sonde transmettant leurs résultats par radio. Furent successivement inventées, puis expérimentées avec succès en 1929 et 1930, les premières radiosondes, qui servirent bientôt à mesurer aussi le vent en altitude (par radiogoniométrie) et l'humidité relative.
Bureau étant conscient du rôle que devaient jouer les radiosondages dans la prévision météorologique pour la protection du transport aérien, en exprima et détailla les modalités au sein de la Commission internationale de météorologie aéronautique (dépendante de l'Organisation météorologique internationale, précurseur de l'actuelle OMM), dont il fut élu Président en 1935.
En 1939, il devint directeur du laboratoire national en radioélectricité (LNR) qui fut rattaché au Centre national d'études des télécommunications (CNET) à sa création, après la libération. Il prit sa retraite en 1957 et décéda le 11 mars 1965 dans le 7e arrondissement de Paris,.

## Distinctions
Il a été nommé Chevalier de la Légion d'honneur en 1921, puis Officier en 1939 et Commandeur en 1948.